# Museum Drachten
Museum Drachten, ook Museum Dr8888 genoemd, is een museum voor moderne en hedendaagse kunst gevestigd in het centrum van Drachten, aan het Museumplein.

## Gebouw
Museum Dr8888 is gevestigd in een voormalig franciscanenklooster in het centrum van Drachten. De door Franciscus van Assisi gestichte kerkorde (die zich vooral bezig houdt met zendingswerk) zag in Drachten een geschikte plaats voor een franciscaner klooster, omdat uit de volkstelling van 1930 bleek dat de ontkerkelijking in Friesland toenam. Architect H.H. de Graaf uit Den Bosch ontwierp het bouwplan in de stijl van de Delftse School. 
Overste Augustus de Hart en de paters en broeders namen op 1 april 1937 hun intrek in het minderbroederklooster. In de loop der tijd werd de zielenzorg onder de katholieken belangrijker en aangezien dat niet tot de hoofdtaken van de franciscaner monniken hoort, viel in 1970 de beslissing om het klooster op te heffen. De gemeente Smallingerland kocht gebouw en tuin en liet het architectenbureau Van Manen & Zwart uit Drachten een plan maken voor verbouw tot gemeentehuis. Zo veranderde in 1972 het minderbroederklooster in een gemeentehuis. 
In 1994-1995 werd het voormalige klooster/gemeentehuis opnieuw verbouwd, nu tot museum. Het bouwplan was van de hand van de Drachtster architect Rein de Valk. Op 1 januari 1996 verruilde het museum het aloude historische grietenij- en gemeentehuis aan het Moleneind voor het - jongere maar ook historische - klooster aan het Museumplein.

## Tentoonstellingen en collectie
Museum Dr8888 organiseert meerdere (wissel)tentoonstellingen per jaar. 
Kunstbewegingen en -stromingen vertegenwoordigd in de kerncollectie van Museum Dr8888 zijn onder andere Dada, De Stijl, constructivisme en expressionisme. Ze vertegenwoordigen grotendeels de periode 1885-1965 met een uitloop naar hedendaagse kunst. De kerncollectie bestaat onder andere uit kunstwerken van Theo van Doesburg, Kurt Schwitters, Thijs Rinsema, H.N. Werkman, Ids Wiersma, Sierd Geertsma, Pier Pander, Sjoerd Hendrik de Roos, Gerrit Benner, de kunstenaarsgroep Yn’e Line (Jan Frearks van der Bij, Sjoerd Huizenga, Klaas Koopmans, Pier Feddema en Jaap Rusticus) en de werkgemeenschap De Nachtboot (Mare van der Woude, Boele Bregman, David van Kampen en Tseard Visser). 
Hoogtepunt van de collectie van Museum Dr8888 is museumwoning het Van Doesburg-Rinsemahuis. Het is een reconstructie van het eerste grootschalig uitgevoerde ontwerp van Theo van Doesburg, waarbij kunst en architectuur in gelijkwaardige verhoudingen zijn verwerkt. De woning is na uitvoerige kleur- en bouwhistorische onderzoeken, zowel van binnen als van buiten volgens het oorspronkelijke gedachtegoed van Van Doesburg teruggebracht. De woning is vanaf 2019 opgesteld en te bezoeken. 

## Cultuurhistorie
Verder bestaat de kerncollectie erfgoed onder andere uit de collecties zilver, oude kronieken en geschriften, houten schooltassen en glas-in-lood. Behalve kunstwerken is er een cultuurhistorische collectie met opgegraven voorwerpen uit de prehistorie en bronstijd. De grootste in Nederland gevonden trechterbeker uit een grafheuvel is opgenomen in de collectie. Een middeleeuws graf opgebouwd uit kloostermoppen afkomstig van het Klooster van Smalle Ee behoort daar ook bij.

## Bibliotheek
Het museum beschikt over een collectie boeken over kunstenaars en kunststromingen die voor de plaats en omgeving van belang zijn geweest alsmede een cultuurhistorische collectie die antiquarische en contemporaine werken bevat over de historie van Drachten, Smallingerland en Friesland. De collectie is ter plekke in te zien en de boeken zijn opgenomen in een online te raadplegen catalogus. Er moet wel van tevoren aan worden gegeven dat men de bibliotheek wil bezoeken, want momenteel is de bibliotheek tevens in gebruik als kantoor.